# Latibulus lautus
Latibulus lautus är en stekelart som först beskrevs av Tosquinet 1896.  Latibulus lautus ingår i släktet Latibulus och familjen brokparasitsteklar. Inga underarter finns listade i Catalogue of Life.